# Herichthys cyanoguttatus

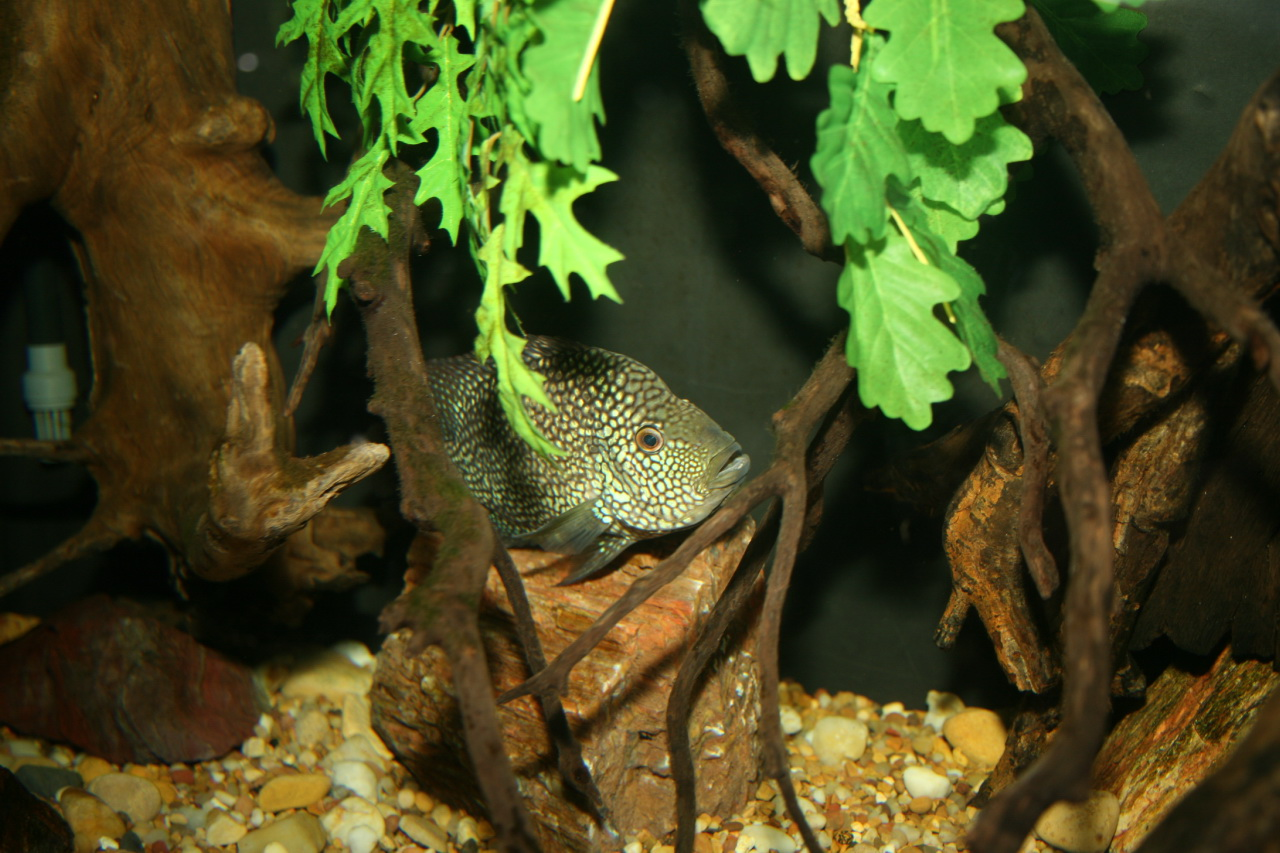
Herichthys cyanoguttatus in acquario

Herichthys cyanoguttatus Baird & Girard, 1854 è un pesce di acqua dolce appartenente alla famiglia Cichlidae ed alla sottofamiglia Cichlasomatinae.

## Distribuzione
Questo pesce proviene dal Messico e dagli Stati Uniti; lo si trova soprattutto nel bacino del Rio Grande e Rio Soto la Marina, ma è stato introdotto anche nell'altopiano di Edwards. Preferisce i posti con acqua piuttosto calda, ricchi di piante (Chara, Potamogeton, Typha, Vallisneria e altre) di solito a meno di 1,5 m di profondità.

## Descrizione
Il corpo è compresso lateralmente e la testa ha un profilo subconico; gli ultimi raggi della pinna dorsale sono più lunghi degli ultimi della pinna anale. La colorazione è marrone-grigiastra a puntini chiari che coprono anche le pinne; sul peduncolo caudale e sui fianchi sono presenti macchie nere, le quali diventano più evidenti negli adulti. Può raggiungere i 30 cm e le femmine sono di dimensioni inferiori dei maschi.

## Biologia

### Alimentazione
Si nutre sia di piante che di invertebrati, tra cui insetti, vermi e crostacei.

### Riproduzione
È oviparo e ci sono cure parentali sia da parte del maschio che della femmina.

## Acquariofilia
Può essere allevato e fatto riprodurre in acquario, ma non è una specie molto ricercata anche a causa del suo temperamento aggressivo e tendenza a dissotterrare le piante.

## Conservazione
Le principali minacce sono l'inquinamento e sfruttamento eccessivo delle acque, oltre all'introduzione di specie alloctone come Poeciliopsis gracilis e Amatitlania nigrofasciata. È comunque una specie molto diffusa e le popolazioni appaiono stabili, quindi la lista rossa IUCN la classifica come "a rischio minimo" (LC). H. cianoguttatus è essa stessa una specie invasiva di successo al di fuori del suo areale nativo.